# Denopelopia atria
Denopelopia atria är en tvåvingeart som beskrevs av Roback och Rutter 1988. Denopelopia atria ingår i släktet Denopelopia och familjen fjädermyggor.
Artens utbredningsområde är Florida. Inga underarter finns listade i Catalogue of Life.